# Soledade (Rio Grande do Sul)
Pour l’article homonyme, voir Soledade.
Soledade est une ville brésilienne du Nord-Ouest de l'État du Rio Grande do Sul, faisant partie de la microrégion de Soledade et située à 183 km au nord-ouest de Porto Alegre, capitale de l'État. Elle se situe à une latitude de 28° 49′ 33″ sud et à une longitude de 52° 30′ 30″ ouest, à une altitude de 726 mètres. Sa population était estimée à 29 926, pour une superficie de 1 213 km2.
La ville est surnommée a cidade das pedras preciosas ("la cité des pierres précieuses", en français). Une grande partie de l'améthyste vendue dans le monde provient en effet des mines de l'État du Rio Grande do Sul qui se trouvent près de Soledade.
Sa population est essentiellement d'origine italienne.

## Villes voisines
- Mormaço
- Tio Hugo
- Ibirapuitã
- Marau
- Camargo
- Nova Alvrada
- Itapuca
- Arvorezinha
- Fontoura Xavier
- Barros Cassal
- Lagoão
- Tunas
- Espumoso